# Hanamanakoppa, Dharwad
Hanamanakoppa là một làng thuộc tehsil Dharwad, huyện Dharwad, bang Karnataka, Ấn Độ.